# Pseudonautia rentzi
Pseudonautia rentzi är en insektsart som beskrevs av Marius Descamps 1978. Pseudonautia rentzi ingår i släktet Pseudonautia och familjen Romaleidae. Inga underarter finns listade i Catalogue of Life.